# Bovisio-Masciago
Bovisio-Masciago là một đô thị ở tỉnh Monza và Brianza thuộc vùng Lombardia của Italia, khoảng 15 km phía bắc Milano. Đến thời điểm 31 tháng 12 năm 2004, dân số đô thị này là 14.808 người, diện tích là 4,9 km².
Bovisio-Masciago giáp các đô thị: Cesano Maderno, Ceriano Laghetto, Desio, Limbiate, Solaro, Varedo.